# Aron Kifle
Aron Kifle, född 20 februari 1998, är en eritreansk långdistanslöpare.
Kifle tävlade för Eritrea vid olympiska sommarspelen 2016 i Rio de Janeiro, där han blev utslagen i försöksheatet på 5 000 meter. Vid olympiska sommarspelen 2020 i Tokyo slutade Kifle på 12:e plats på 10 000 meter.